# 錦鯉 (お笑いコンビ)
錦鯉（にしきごい）は、ソニー・ミュージックアーティスツ（SMA NEET Project）及び漫才協会に所属する日本のお笑いコンビ。2012年結成。M-1グランプリ2021王者。

## メンバー
長谷川 雅紀（はせがわ まさのり、1971年〈昭和46年〉7月30日 - ）（54歳）
ボケ担当、立ち位置は向かって左。
- 北海道札幌市白石区出身。札幌市立本郷小学校、札幌市立東白石中学校、北海道北広島西高等学校卒業。高校卒業後は北海道造形デザイン専門学校に進学したが、半年ほどで中退しフリーター生活になった。
- 生家は札幌市中央区の二条市場にあった鮮魚類の珍味店。父はそこの2代目だったが、1979年に店を閉めて白石区のアパートへ転居。長谷川曰く「父は事業に手を出して騙され、店を取られちゃった」とのこと。高校入学時に札幌市豊平区の庭付き一戸建ての家に転居したが、その後再び白石区に戻っている。母は現白石区で居酒屋を経営している。
- 身長172 cm、血液型O型。既婚。
- 小さい頃のあだ名は「マッチ」で、「近藤真彦さんよりも早かった」と自負している。幼少期は漫画が好きで漫画家を志望し、小学2年生時に考案したサインを現在も使っている。またテレビゲーム好きでもあり、幼少期は近所のゲームセンターに入り浸っていた。『ゼビウス』においては、カウンターストップの1000万点を達成するほどの腕前を誇る。
- 好きなタイプはかつての斉藤由貴で、ファンクラブにも入っていた。斉藤を追って『ザ・ベストテン』（TBSテレビ）の生中継が札幌へ来た時、その会場になったホテルの中庭から声援を送れたのは「生涯の思い出」だったと話している。『FNSラフ&ミュージック2022〜歌と笑いの祭典〜』で斉藤と共演した。
- 衣装は上下白のスーツ、黒のワイシャツ、白のネクタイで固定。シルバーのドクターマーチンを履くことが多い。
- 兄弟は2つ上の姉と2つ下の弟がいる。
- 趣味は温泉巡り。
- 聞き上手。
- 専門学校を中退後はホストクラブのホストとして働くなどしていたが、アルバイト先のカプセルホテルの同僚が劇団員だった縁で、「劇団しゃどうず」に入団し舞台へ上がるようになった。芝居をやっていくうちに笑わせるシーンが面白いと思うようになったことや、当時テレビで見た海砂利水魚（現・くりぃむしちゅー）などのコントに衝撃を受け、1994年に札幌吉本ができたのを機に23歳で芸人に転身した。
- タカアンドトシとは吉本興業札幌支社1期出身同士の同期で親交が深く、特にトシには過去数十万円単位の借金をしていた。2人からは「ハセ」と呼ばれている。高校時代からの友人だった久保田昌樹とコンビ『まさまさきのり』を組み（その後『マッサジル』に改名）、解散後は2001年10月から2002年12月まで『夕方Don!Don!』金曜特大号（北海道テレビ）のレギュラーリポーターとして、生中継やロケをする「週末はいただき! ハセガワフライデー」→「長谷川雅紀のフライデー珍道中」のコーナーを1年ほど担当。上京後に現在の事務所へ所属する。マッサジル解散後はピン芸人『のりのりまさのり』を経て、渡辺と現在のコンビを結成。
- 2011年の時点で、牛丼チェーン店での週5日深夜勤務のアルバイトを10年続けていた。また、16歳の時からアルバイトをしているため、そこも含めると30年以上アルバイト経験をしておりその経験数も非常に多い。
- 相方・渡辺曰く「突き抜けた馬鹿」。
- 年を取る毎に奥歯が1本ずつ抜け落ちた結果、奥歯はすべて抜け落ちてしまい食べ物を噛むこともままならないため、丸呑みしていた。2023年に約500万円をかけて歯を入れる治療をした。信号機の明かりや月明かりで髭を剃るなど数々の貧乏逸話を持つが、テレビ番組の貧乏芸人No.1オーディションには交通費がなく出演を断念した。
- 渡辺からは「組んでみて、本当にこの人バカなことが分かった」といったことを言われている。渡辺からはずっと鼻をすすってることや爪を切らないこと、Tシャツなど服を替えないことなど怠惰だという長谷川自身の生活面まで毎日のように注意されて気にかけられており、長谷川は渡辺のことを「東京のお母さん」と表現している。
- ホルスタイン・モリ夫（モリマン）の中学・高校の先輩にあたるが、芸歴では後輩。
- 「ガハハハ」と豪快に笑うため事務所の先輩であるハリウッドザコシショウからは「仙人の笑い方」と言われ、『しくじり先生 俺みたいになるな!!』（テレビ朝日）にコンビでゲスト講師として出演した際には澤部佑（ハライチ）から「殿様の笑い方」、さらに『アメトーーク』に出演した際に共演したノブ(千鳥)からは「悪代官」と言われた。
- 2021年9月から『読売KODOMO新聞』（読売新聞東京本社）を購読していることを2022年1月1日放送の『爆笑ヒットパレード2022』（フジテレビ）で明かしている。敢えて子供向けの新聞を購読している理由について、「僕があまりにも学がないのでいろいろ世間のことを知ろうと思った。それで新聞を取ろうと思ったが、大人向けの新聞は難しいと思い、まずは子供向けの新聞から段階を踏んで取ろうと思った」と語っている。また子供向けの新聞で学んだ内容を漫才のネタ作りやラジオ「錦鯉の人生五〇年」にも生かしている。
- 北海道日本ハムファイターズのファンである。　
- M-1グランプリ優勝前までは家賃5万円のアパートに約9年間住んでいたが、優勝を機に引っ越し、現在家賃27万円のところに住んでいる。
- 2022年8月に、市制100周年を迎える札幌市で、市制100周年事業のPRアンバサダーに就任した。
- 2025年1月1日、『新春！爆笑ヒットパレード2025』（フジテレビ）の生放送の中で、遠距離交際8年の一般女性と前年8月に結婚していたことをサプライズで発表した。

渡辺 隆（わたなべ たかし、1978年〈昭和53年〉4月15日 - ）（47歳）
ツッコミ担当、立ち位置は向かって右。
- 東京都江戸川区出身。日本大学第一中学校・高等学校卒業、中央学院大学中退。
- 身長170 cm、血液型O型。独身。
- NSC東京校5期出身。現在のコンビ結成前は、2004年から2008年まで小田祐一郎（現だーりんず）と共にコンビ『桜前線』を結成し、当時はボケ担当だった。コンビ解散後はピン芸人で活動。桜前線以前は、2000年から2004年まで高校の同級生だった江波戸邦昌（元オテンキ、現在は引退）とのコンビ『ガスマスク』として活動。
- 衣装は上下黒のスーツを着用していたが、2020年のM-1グランプリを機に紺のスーツへと新調した。実直そうな容貌もあり、刑事やサラリーマンのようだと言われることがある。長谷川とは色違いのドクターマーチンを履くことが多い。
- 趣味は将棋、特技は連想ゲーム、大喜利。好きな映画はグーニーズ（「錦鯉の人生五〇年」第2回放送より）。
- 事務所の後輩であるアキラ100%の芸名を考案した。
- ブレイク前、ハリウッドザコシショウの単独ライブで作家を務めていた。
- 小学生の時に『夢で逢えたら』（フジテレビ）を観てダウンタウンに衝撃を受け、中学校へ進学する前には芸人を志すようになる。
- 日本大学第一高等学校時代はアメフト部に所属していた。オードリーとは事務所こそ違うものの、同期な上に同い年で同じ日大系列の高校へ通っていてアメフト部の所属だったという共通点を持つ。渡辺のポジションはランニングバックであり、オードリーの母校である日大二高のグラウンドで互いに練習試合をした際に渡辺は足を負傷している（互いの記憶によるとその試合でオードリーの春日とポジションが重なっており、肉体的な接触があったのではないかと思われる）。
- 父親と実家で同居している。父は魚屋やスーパーマーケットの店員、長距離トラックの仕事をしていた。母は交通事故で2000年（平成12年）に亡くなっている。5歳上の姉がいる。
- AV好きとして名を馳せており、「地上にあるほとんどのAVを観ている」と言われている。また、AVコレクターとしても知られ、所持数が一時期3000本を超えており、費やしたお金も400万円を越えている。2021年7月3日放送の『ゴッドタン』（テレビ東京）にて布川ひろき（トム・ブラウン）にも「自宅にアダルトDVDは3000本もある」ことを明かされており、みちお（トム・ブラウン）からは「警察が違法業者から押収する数だよ!」とツッコまれている。また同放送回にて500人以上にも上るAV女優のTwitterアカウントをフォローしていることも明らかになった（2022年6月現在、フォローは700人を超えている）。蓄えた知識を生かし、『スピードワゴンの月曜The NIGHT』（ABEMA SPECIAL）では度々AV愛好家として出演しており、AV解説を行っている。
- VTuberが好きで主ににじさんじ・ホロライブ・774 inc.などのVTuberを視聴しており、2021年3月17日放送の『あちこちオードリー』（テレビ東京）にて兎田ぺこらのファンであることを公言している。宝鐘マリンも船長と呼ぶ程好きである。
- 痛風持ち。
- 相方・長谷川よりは少ないが、渡辺もアルバイトの経験数は多い。本人が最悪だったと語るのは「船から荷下ろしをするバイト」で、海外からフェリーで来た荷物をフォークリフトまで運ぶというものだが、その荷物は「なんだか分からないもの」で、更には箱に書かれていた文字もどこの国のものか分からないとのこと。確認で他の人に中身を聞くと「珍しい野菜だ」としか教えてもらえず、更に一箱10kgから20kg程の重量であった。また、歩いてフォークリフトまで運んでいると上司から「走れ」と指示されたものの、渡辺曰く「走っても歩いても時間が変わんない距離」だった。流石に「やってらんねぇ」と考え、5個目を取りに行くふりをしてそのまま走って逃げていったという。この他、バイきんぐなどのネタを時給制で考えるという作家のようなことをしていたが、これもアルバイトの一つだったと話している。
- 2002年頃に下北沢駅でおじさんから切符の買い方を尋ねられたが、その尋ねた相手が笑福亭鶴瓶だった。電車に乗るところまで案内をしてほしいと言われたため連れて行ったが、テンパりのあまり間違って反対側の電車へ乗せてしまった。その件について2022年3月22日放送の『ザ!世界仰天ニュース 3時間SP』（日本テレビ）出演時、本人に謝罪した。
- ブレイク以前は自宅の近所にあるスナックに通っていたが、ブレイク後はM-1でも2度共演した伊藤俊介（オズワルド）の紹介で、かつて伊藤がボーイとして勤めていた恵比寿のキャバクラに通っている。

## 略歴
元々、錦鯉の2人は吉本興業に所属しており（長谷川は札幌吉本、渡辺は東京吉本）、お互いに違うコンビを組んでいた。その後コンビを解散して吉本を離れ、2人ともピン芸人として活動し、同じSMA NEET Projectに所属していた長谷川と渡辺によって2012年4月1日にコンビを結成。元々2人は仲間と一緒に飲むなどの間柄で、コンビを組もうと誘ったのは渡辺の方からだった。長谷川は前のコンビを解散してからは引退を考えていたが、自分より7歳年下の渡辺からの誘いに感激して快諾した。
芸人を目指すきっかけとなったのは、長谷川が海砂利水魚（現・くりぃむしちゅー）で、渡辺がダウンタウンである。
2016年のM-1グランプリでは、初めて準決勝に進出。その後、2年間は準々決勝敗退に終わったが、2019年には再び準決勝に進出している。翌年の2020年には念願の決勝進出を果たし、10組中4位の成績を残す。これをきっかけにテレビ出演が急増したが、2人ともアルバイト先に籍は残したままだった。
特に長谷川の天然キャラクターと年齢と芸歴に裏打ちされた自虐エピソードが、『チャンスの時間』（Abema TV）や『爆笑問題&霜降り明星のシンパイ賞!!』（テレビ朝日）でも注目された。
2021年1月4日、ナイツがパーソナリティを務める『ナイツ ザ・ラジオショー』（ニッポン放送）の生放送中、2人とも興味を示していた漫才協会入りがあっさり決まった。正式には、漫才協会会長でもある青空球児（青空球児・好児）に連絡し決定すると塙宣之（ナイツ）が語った。同月、錦鯉が完熟フレッシュ（ワタナベエンターテインメント所属）と共に漫才協会へ正式入会したと伝えられた。
2021年1月の取材時、錦鯉の事務所の先輩でもあるハリウッドザコシショウから色々アドバイスしてもらったり、イベントなどに呼んでもらったりしてありがたかったと答えている。
2021年にニホンモニターが調査・発表した「2021ブレイクタレント」では、175本増（33本→208本）で6位にランクインし、M-1決勝後のブレイクが数字として証明された。以降も、民放キー局を中心に各局のゴールデン番組や看板番組に数多く出演している。
2021年9月4日、コンビ結成初の冠番組「錦鯉が行く! 絶景富良野ゆめツアー」がHTB（北海道ローカル）で放送された。
2021年12月2日、M-1グランプリで2年連続の決勝進出を果たし、長谷川は史上初の50代のファイナリストとなる。12月19日に行われた決勝戦にて、ファーストラウンドでは655点を獲得してオズワルドに次ぐ2位タイで最終決戦に進出し、5票を獲得して優勝を成し遂げた。長谷川はM-1史上最年長王者、渡辺はNSC東京校出身では2015年のトレンディエンジェル以来、6年ぶりの王者となり、非吉本所属のお笑いコンビとしても2007年のサンドウィッチマン（当時フラットファイヴ所属）以来、実に10大会・14年ぶりの快挙であった。渡辺は「たかし」の名を持つ5人目の王者となった。かねてより、長谷川は「僕は（結成15年を迎える）ラストイヤーが56歳」と発言していたが、結果的には結成10年目での優勝を果たした。
M-1優勝がきっかけとなり、2022年ではテレビ番組への出演数がさらに倍増（214本→403本）し、ニホンモニターが調査・発表した「2022ブレイクタレント」において第2位にランクインした。

## 芸風
主に漫才。長谷川がなりたい夢や仕事を語り、そのシミュレーションを行う。突き抜けた“バカ”な長谷川のボケに対し、渡辺が冷静にいなすツッコミを入れるのが特徴。互いの名前をネタ中も含み、下の名前で呼ぶ（渡辺から長谷川へは年上なこともあり「雅紀さん」とさん付けだが、時折「お前」、「テメェ」呼ばわりすることがある）。
結成当初は長谷川のキャラクターを隠してやっていたが、あまりウケの良くないことが多くザコシショウから「もっとバカキャラにした方がいい」と助言を受け、ある日のライブで素の長谷川を出してみるとバカウケして以降はこのキャラを前面に出して行っている。長谷川は「（渡辺が）ネタにツッコんでいたのが、自分のキャラにツッコむようになった」と話している。ツカミとして長谷川が「こ～んに～ちは～!!」と大声で挨拶するが、これもザコシショウの「バカを前面に押し出せ」などの助言を受けて最初からバカキャラを押し出すために始めたものである。
漫才の初めに長谷川が「こ～んに～ちは～!!」と大声で挨拶し、渡辺がそれに「うるせぇな」「こんばんはだよ」などとツッコむ。その後長谷川がバカなセリフを喋って渡辺がさらにツッコみ、改めて挨拶をする。漫才の終わりには渡辺が「どうも、ありがとうございました」と言ってお互い深々と挨拶をしてシメる（ネタによっては長谷川が最後までボケ続けたまま、渡辺だけが挨拶をしてシメることもある）。
定番のサゲとして長谷川が「わかってたよ、俺が○○（その日のネタのテーマ）やれないなんて……」と独白するくだりがある。ネタ時間の短いM-1グランプリでは省略していたが、優勝後はたびたび復活させるようになっている。
ネタ作りは2人で行っているが、長谷川が1人でふざけている所を渡辺がフリーでツッコんでいくという台本のないアドリブ漫才を基本軸としている。そのためネタ合わせはあまりせず、練習は長谷川が流れやタイミングを覚えるため1人でしていることが多い。かつては台本を書いていたが、その後はキーワードを箇条書きにしているものが台本代わりになっているという。渡辺から長谷川へむちゃぶりな質問を投げかけ、その返しが面白かったら採用という方法をとっている。渡辺はこれを長谷川の面白さを信頼してるが故と称し、渡辺は舞台を重ねてベストなツッコミフレーズを追求しているという。

## エピソード
- 現在のコンビ名は渡辺が適当に付けたもの。結成したてでまだコンビ名が決まっていなかった頃、出演予定のイベントのスタッフから「ポスターに載せたいから、すぐにコンビ名を決めてくれ」という電話が渡辺の元に掛かってきた際、外国人富裕層が錦鯉を爆買いするというニュースがテレビに映っていたため「じゃあ錦鯉でお願いします」と伝えたことで決まった[62][63]。
- 博多大吉（博多華丸・大吉）は錦鯉を高く評価しており、「同年代だからかな? いやー、錦鯉面白いじゃん。すぐ売れるよ![64]」「君らおもしろいね[46]」と2人を呼んだライブにおいて評価している。
- 長谷川は平子祐希（アルコ&ピース）や小峠英二（バイきんぐ）などと共に、生まれて初めて東京ディズニーランドへ行くことになった際に平子と小峠に騙されスーツ姿で行ってしまったため、ドナルド・ダックから二度見された[65]。
- かつて長谷川は奥歯が10本無かった（前述の通り、2023年10月まで）[注 6]。2012年にコンビを結成した時には既に4本無く、虫歯を痛み止めの塗り薬でごまかし続け、歯医者にも面倒臭くなって行かなくなった結果、1本ずつ無くなっていったという[66]。そして8本目の奥歯は漫才披露中に抜け、感染症対策として舞台と客席の間に設置されたアクリル板に当たって自分の方に跳ね返ってきた[66]。流石にまずいと思い歯医者に通い始めて差し歯を作り始めたが、9,10本目の歯は差し歯の型取りをしようとゴム型のマウスピースを口から取り出した時と同時に取れたという[注 6]。歯の噛み合わせが出来ないため、硬いものなど食材によっては丸呑みして食べる[16][66]。そして丸呑みしていることを母親に叱られているという[66]。一方、渡辺も2021年1月の時点で歯が2本抜けている[66]。長谷川は2023年10月放送のロンドンハーツで歯を入れた[67]。
- コンビ結成が遅かったため、M-1グランプリ（出場資格は結成から15年以内）のラストイヤーには長谷川が56歳になることを自虐ネタとして用いている[68]。
- 仕事が増え始めた時期と新型コロナウイルスの流行が重なった結果、長谷川のみ持続化給付金の対象外になっている[69]。
- 『M-1グランプリ2020』の決勝に進出し、芸歴26年で年齢49歳の長谷川は歴代ファイナリストの中で最年長となった[70]。なお、2020年のM-1決勝戦では4位で終わったことに対して小峠からは「なんで、あのネタやったんだ! パチンコのネタなんか分かる訳ねえだろ!」と説教されたことを告白。渡辺は「切々と怒られました。僕らより、悔しいみたいな」と小峠による愛のある説教を感謝した[71]。
- 『M-1グランプリ2020』で披露した長谷川の一発ギャグ「レーズンパンは、見た目で損してる!」が話題となり[72]、長谷川の地元・札幌市白石区のシロクマベーカリーでは錦鯉とコラボした「見た目で損してるレーズンパン」が発売された[73]。なお、渡辺は「僕は一度もレーズンパンが見た目で損してるって思ったことないんですよね」と話している[74]。
- 『M-1グランプリ2021』のファイナルステージで披露したネタ「サルの捕獲」のオチで長谷川が「ライフ・イズ・ビューティフル!」と叫んで終わるが、当初はそのセリフ自体がなく渡辺が最後に一言付けたいと考えていた際に、相談相手であった小峠の何気無く発した「ライフ・イズ・ビューティフル」を渡辺が面白いと思い、採用した。なお、長谷川はM-1優勝後まで「ライフ・イズ・ビューティフル」の意味を理解していなかった[75]。このM-12021で優勝してハリウッドザコシショウから「日本一のバカになれたな」というメールをもらった時に長谷川は「もう凄いグッときて、うれしかった」と話している[76]。
- 互いを名前呼びするなどコンビ仲は良い。
- 2021年の目標は『徹子の部屋』（テレビ朝日）に出演すること[45]。後に2021年内には叶わなかったが、翌年の2022年5月12日放送分にてコンビで初出演した[77]。
- 2021年12月に、『ももクロちゃんと!』（テレビ朝日）にゲスト出演した回の派生企画として、初となる冠番組『錦鯉と初恋』（YouTube配信）の制作が発表された[78]。

## 賞レース成績

### M-1グランプリ
| 年度             | 結果         | No.  | 備考                                                                                                  |
| ---------------- | ------------ | ---- | --- |
| 2015年（第11回） | 準々決勝進出 | 1936 | |
| 2016年（第12回） | 準決勝進出   | 1087 | 予選21位、敗者復活戦15位                                                                              |
| 2017年（第13回） | 準々決勝進出 | 1964 | |
| 2018年（第14回） | 準々決勝進出 | 2152 | |
| 2019年（第15回） | 準決勝進出   | 2429 | 予選24位、敗者復活戦9位                                                                               |
| 2020年（第16回） | 決勝4位      | 3471 | 決勝キャッチフレーズ「おっさんずバカ」 M-1史上最年長の決勝進出者（長谷川）                            |
| 2021年（第17回） | 優勝         | 3761 | 決勝キャッチフレーズ「50歳おバカの大冒険」 初の50代ファイナリスト（長谷川） ファーストラウンド2位通過 |

### その他
- THE MANZAI
  - 2012年 1回戦敗退
  - 2013年 2回戦進出
  - 2014年 1回戦敗退
- マイナビ Laughter Nightグランドチャンピオン決定戦
  - 2016年 決勝戦出場
  - 2019年 決勝戦出場
  - 2020年 決勝戦出場
- 2019年 キングオブコント準々決勝進出[83]
- 2020年 歌ネタ王決定戦 準決勝進出[84]

## 出演番組

### 現在の出演番組

#### テレビ番組
レギュラー・準レギュラー
- 有吉の壁（日本テレビ、2021年2月17日 - ）
- 錦鯉が行く！のりのり散歩（北海道テレビ、2022年4月30日 - ）- 冠番組
- 渡辺隆のいしとほしとタカシ（テレビ東京、2023年3月19日 - ）
- ノンストップ!（フジテレビ、2025年4月1日 - ）- 渡辺のみ火曜隔週レギュラー

不定期出演
- ぴったり にちようチャップリン（テレビ東京、2020年1月25日 - ） - 不定期出演。2020年は出演回数が12回で1位。
- 有吉ぃぃeeeee!そうだ!今からお前んチでゲームしない?（テレビ東京、2020年7月26日 - ） - 有吉JAPANの補欠、外ロケ時の施設説明VTRの説明役として不定期出演（主に長谷川）
- オオカミ少年（TBS、2021年4月 - ） - 不定期出演（擬態クイズ企画（「オオカミ少年はどこだ!?」→「○○でかくれんぼ!」）など）
- クイズ!あなたは小学5年生より賢いの?（日本テレビ） - 長谷川のみ、出題VTR出演

#### ネットテレビ
レギュラー・準レギュラー
- 愛のハイエナ（ABEMA、2023年7月11日 - ） - 渡辺のみナレーションとして
- チャンスの時間（ABEMA） - 準レギュラー
- ガリベンガーV presents「錦鯉渡辺のVTuber広報室」（テレ朝動画・YouTube「超人女子戦士 ガリベンガーV」公式チャンネル、2021年6月18日 - ） - 渡辺のみ
- 風雲!たけし城（Amazon Prime Video、2023年4月21日 - ）
- ロンドンハーツ 究極恋愛シミュレーション ラブマゲドン 全3回（2023年9月12日 - 26日、TELASA） - 渡辺のみ
- デスキスゲーム（2025年9月9日配信予定、Netflix） - 渡辺のみ

#### ネットラジオ
レギュラー・準レギュラー
- 錦鯉の人生五十年（GERA放送局、毎週月曜日20時放送）

### 過去の出演番組

#### テレビ番組（過去）
- 爆走★130R（北海道文化放送）- 長谷川がピン芸人時代に出演
- 情報ワイド 夕方Don!Don!（北海道テレビ）- 長谷川がピン芸人時代に「ハセガワフライデー」の金曜限定のコーナーを1年間担当。
- M-1グランプリ（朝日放送・テレビ朝日系、2016年12月4日・2019年12月4日・2020年12月20日・2021年12月19日）[注 8]
- 東京オーディション（仮）（TOKYO MX、2018年8月27日 - 2020年6月30日）- 不定期出演
- 爆笑問題&霜降り明星のシンパイ賞!!（テレビ朝日、2020年6月6日 - 2021年9月19日）- 芸人シンパイニュースショーに不定期出演（主に長谷川）
- 解決!マルガリータファイブ（テレビ朝日、2021年4月23日）- 所員、長谷川のみ[88]
- 錦鯉が行く!（北海道テレビ）
  - 絶景富良野ゆめツアー（2021年9月4日）[89]（林ゆめと）
  - のりのり函館ツアー（2021年11月27日・12月4日・12月11日）（田口彩夏と）
  - 流氷のりのりツアー（2022年3月19日・3月26日・4月2日）[90]（田口彩夏と）
  - のりのり十勝黄金（ゴールデン）ツアー（2022年9月7日）[91]（田口彩夏と）
- 錦鯉の新潟ハリウッド温泉（NST新潟総合テレビ、2021年12月29日） - ゲスト：ハリウッドザコシショウ[92]
- 錦鯉の泳いでいくゼ!（朝日放送、2022年1月16日（15日深夜） -2022年3月20日（21日深夜）[93][注 9]）
- バカ桁TV（テレビ朝日、2022年5月24日） - MC[95]
- 霜降り&錦鯉の親孝行イズビューティフル（テレビ朝日、2022年6月25日）
- ベストきっとTV（テレビ朝日、2022年8月23日） - MC
- ぷりっぷり（北海道テレビ）
  - 2022年9月26日 -「のりのり十勝黄金ツアー」（2022年9月7日放送）の未公開SP
  - 2022年10月31日 - 10月1日のHTBまつりに参加した時の模様
- めざましテレビ（フジテレビ、2022年1月12日・19日・26日） - 2022年1月度マンスリーエンタメプレゼンター
- ZIP!（日本テレビ、2022年12月2日 - 2022年12月23日） - 2022年12月度月替わり金曜パーソナリティー
- BSフジサタデープレミアム
  - 『いまオフってます。～サイコーな1人時間～』（2022年12月3日） - MC
- ミリオネア・バイヤーズクラブ（TBS、2022年12月29日（28日深夜）） - 渡辺のみ、MC[96]
- 錦鯉の健康寿命をのバス旅（BSテレ東、2022年12月29日）
- 錦鯉たかし&オズワルド伊藤の超自由時間（北海道テレビ、2023年2月28日 - 3月14日・9月18日 - 10月2日・2025年5月4日 - 18日） - 渡辺とオズワルド伊藤のトークショー。
- shaddow（2023年2月21日、28日、フジテレビ） - 脚本（渡辺のみ）
- 錦鯉のあなたの街にこんにちは〜! 人情・絶景・発見旅（BSテレ東、2023年3月21日）
- 錦鯉と行く1泊2日!  何かが起きるクイズ旅（2023年9月10日、テレビ西日本） - MC
- ジンギス談!（北海道放送、2023年10月29日、11月5日） - MC。体調不良のタカ（タカアンドトシ）の代打（長谷川のみ）
- ウエストランド錦鯉の考える人（中部日本放送、2023年9月15日 - 10月6日） - 冠番組
- 発見!タカトシランド（北海道文化放送）
  - 2023年12月8日 - 錦鯉・本田望結と市電でGO!　山鼻西線エリア
  - 2023年12月15日 - 錦鯉・本田望結と大通・すすきのエリアで年内最終回SP!!
- 今夜はナゾトレ（2024年7月2日 - 9月24日、フジテレビ） - シーズンレギュラー

#### ネットテレビ
- 罵倒村（2025年5月13日、Netflix）[97]

#### ラジオ（過去）
- マイナビ Laughter Night（TBSラジオ 2016年2月13日[98]・3月26日[99]・4月9日[100]、2017年3月11日[101]・6月30日[102]・9月29日[103]、2018年2月23日[104]・11月23日[105]、2019年07月26日[106]、2020年2月21日[107]、2021年2月26日[108]）
- 逆襲ザコシのチョゲチョゲPARK（JFN PARK）
- RADIO UnoZero（文化放送、2021年1月8日）
- 錦鯉のオールナイトニッポン0(ZERO)（ニッポン放送、2021年02月21日（20日深夜））[109][110]
- 錦鯉のオールナイトニッポン（ニッポン放送、2022年1月7日（6日深夜））[111]

### テレビドラマ
- 俺の可愛いはもうすぐ消費期限!? 第1話（テレビ朝日、2022年4月16日） - 得意先の本部長 役（渡辺）[112]
- 警視庁・捜査一課長 Season6 第4話（2022年5月5日、テレビ朝日）- 渡辺刑事 役（渡辺）、長谷川 役（長谷川）[113]
- 弁当屋さんのおもてなし（2023年2月25日 - 3月18日、北海道テレビ） - くま弁の客 役[114]
- 泳げ!ニシキゴイ（ZIP!・日本テレビ）- 本人 役(現在のシーン)
- 弁当屋さんのおもてなし 第4話（2023年3月18日  、北海道テレビ）- 途中で帰る行列客 役
- お笑いインスパイアドラマ ラフな生活のススメ（NHK総合、2023年7月4日 - 9月19日）[115]
- 24時間テレビ ドラマスペシャル「欽ちゃんのスミちゃん 〜萩本欽一を愛した女性〜」（日本テレビ、2024年8月31日） - 芸能リポーター 梨元勝 役（渡辺）[116]
- ライブマニア（中京テレビ、2025年3月23日 - 30日〈予定〉） - 主演・音谷瑛太 役（渡辺）、バー店員 役（長谷川）[117]

### 映画
- 有吉の壁 カベデミー賞 THE MOVIE「ドライブ・アイ・サー」（2022年6月11日、ライブビューイングジャパン） - （長谷川）[118]
- 仮面ライダーギーツ×リバイス MOVIEバトルロワイヤル（2022年12月23日、東映） - 幸四郎の悪魔 役（長谷川）[119]
- 漫才協会 THE MOVIE 舞台の上の懲りない面々（2024年3月1日、KADOKAWA）※ドキュメンタリー映画
- 逃走中 THE MOVIE:TOKYO MISSION（2024年7月19日、東映） - 本人 役（長谷川）[120]

#### 配信映画
- Broken Rage（2025年2月14日、Amazon Prime Video） - （長谷川）[121]

### 吹き替え
- マッドマックス:フュリオサ（2024年5月31日、ワーナー・ブラザース） - ウォーボーイズ 役[122]（長谷川のみ）
- トランスフォーマー/ONE（2024年9月20日公開予定、東和ピクチャーズ） - デコボコ警備員 役[123]

### テレビアニメ
- ゴー!ゴー!キッチン戦隊クックルン（NHK Eテレ） - 本人 役

## ライブ
- 錦鯉が2人でトークするライブ（千川びーちぶ）
- 錦鯉が新ネタを5本やるライブ（千川びーちぶ）
- 錦鯉独演会「こんにちわ」（2021年10月29日、東京・池袋HUMAXシネマズ） - 初単独ライブ[124]

## CM
- バンダイ×BEAMS JAPAN「クーナッツ漫才大賞 supported by 食玩ジャパン　錦鯉編」（2020年）[125]
- サッポロビール うまみ搾り「CRまさのり～尿酸値エディション～」篇・「尿酸になりたい」篇（2021年）[126][127]※Web CM
- ソニービズネットワークス「NURO Biz」（2021年9月）[128][129]※Web CM・長谷川のみ
- クラシエフーズ「FRISK」（2021年10月 - ）[130]
- LINE「LINE ポコポコ」（2022年3月 - ）※コウメ太夫と共演。[131]
- キリンビール
  - 「本麒麟」 - 「有吉の壁」とのコラボレーション（2022年3月）
  - 「キリン一番搾り 生ビール」「一番搾りは何が一番？錦鯉さんに聞いてみた」篇（2024年3月 - ）[132]※Web CM
- 大戸屋「おいしい、とや顔」篇・「さっぱり、とや顔」篇（2022年4月 - 2023年）[133]
- 日本郵政「錦鯉・長谷川雅紀さんの母の日」篇（2022年5月 - ）Web CM・長谷川のみ
- 味の素冷凍食品「ギョー育TV」「子どもってすごいこと言うね!」篇（2022年5月 - ）[134]
- SmartHR「Smartなんとか 人材マネジメント」篇（2022年6月 - ）
- タカラトミー チョロQ「チョロQ Q極進化 錦鯉」篇（2022年6月 - ）[135]
- 日清ヨーク「ピルクル400」「ピルクルミラクルケア」（2022年6月 - 2024年3月）
- 青山商事「ザ・スーツ・カンパニー」（2022年9月）※WebCM・渡辺のみ
- ライフネット生命 - 「カラダWEEK」とのコラボレーション（2022年10月）
- 常口アトム（2022年11月 - ）
- ソフトバンク「SPYテンテンスリー篇」（2022年12月 - 2023年）長谷川（木こりの与作役）のみ
- ミツカン「味ぽん」「サーぽん？篇」、「ぽんと来い！篇」（2023年11月 - ）- 中四国、東北限定CM
- 春華堂「うなぎパイV.S.O.P」アンバサダー（2023年11月 - ）
- コシダカホールディングス「カラオケ まねきねこ」（2024年6月7日 - ）※みりちゃむ、あいりと共演。
- インフォマート（2024年9月25日 - ）[136] - 北海道限定CM
- ローソン「秋のハピとく祭」篇（2024年10月6日 - ）※松山ケンイチ、王林と共演。

## MV
- UNICORN「スペースカーボーイズ」（2021年）[137]
- JUJU「守ってあげたい」（2022年）[138]

## 書籍
- くすぶり中年の逆襲（新潮社、2021年11月17日）[139] - 初の著書[140][141][142]

## DVD
- 錦鯉独演会「こんにちわ」（2022年2月9日発売、ソニー・ミュージックソリューションズ、品番：SSBX-2705[143][144]）
- 錦鯉独演会「バカが来た」（2023年11月15日発売、ソニー・ミュージックソリューションズ、品番：SSBX-2842）
- 錦鯉独演会「吾輩はバカである」（2024年11月27日発売、ソニー・ミュージックソリューションズ、品番：SSBX-2863）

## 錦鯉を題材とした作品
- テレビドラマ『泳げ!ニシキゴイ』（2022年、日本テレビ「ZIP!朝ドラマ」）
  - 長谷川役：森本慎太郎（SixTONES）（中高生時代：羽村仁成（Go!Go!kids／ジャニーズJr.）、小学生時代：森島律斗）
  - 渡辺役：渡辺大知（中高生時代：鈴木福、小学生時代：桑名愛斗、保育園時代：木下瑛太）